# Patrice Moreau
 (5 septembre 2024).
Patrice Moreau, né le 15 juillet 1953 à Chinon, est un graveur plasticien français.

## Biographie
Patrice Moreau est né en 1953 à Chinon, en France.
En 1965, âgé de 12 ans, il intègre l'École militaire préparatoire technique du Mans, une école d'enfants de troupe.
Après l'obtention de son certificat d'étude primaire, de 1967 à 1970 il est apprenti ébéniste à Chinon. En 1971, il effectuera une formation pour adulte et obtiendra un certificat d'aptitude professionnel d'électricien qui lui permet d'exercer cette profession jusqu'en 1976.
En 1977, il épouse Nathalie Barret.
De 1976 à 1979, il travaille comme éducateur stagiaire. En 1979, il est reçu au concours d'entrée de l'Institut de Formation d'Éducateurs Spécialisés de Caluire et entreprend des études de psychologie à l'université de Lyon II. Il obtient son diplôme d'état d'éducateur spécialisé. Durant ses études naissent ses deux enfants, Benjamin et Pauline.
En 1984, Patrice Moreau s'installe avec sa famille à Saumur. Il y fait la connaissance de René Léraud et découvre la gravure dans l'atelier de celui-ci situé à Varennes sur Loire.Il étudie en particulier les techniques de l'eau-forte, de l'aquatinte et celle du burin. Il aborde également avec lui les techniques du modelage en sculpture.
Après avoir exercé pendant trente ans sa profession d'éducateur spécialisé, il se consacre depuis 2007 à sa seule activité de plasticien.
Le pays ligérien est une des principales sources d'inspiration de Patrice Moreau. 
Son travail a été présenté dans des expositions individuelles et collectives en France et à l'étranger.

### Gravure

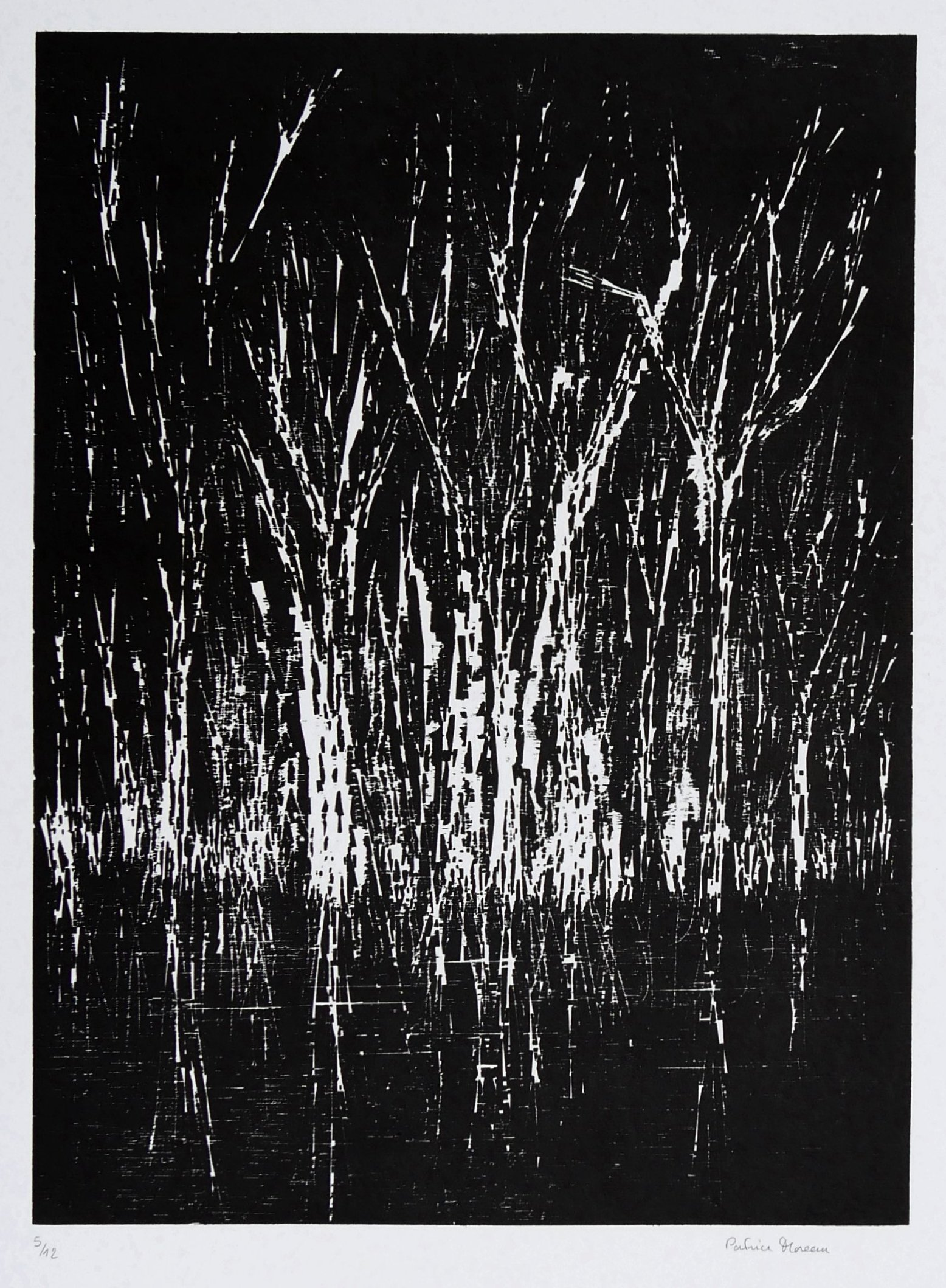
Bord de Loire
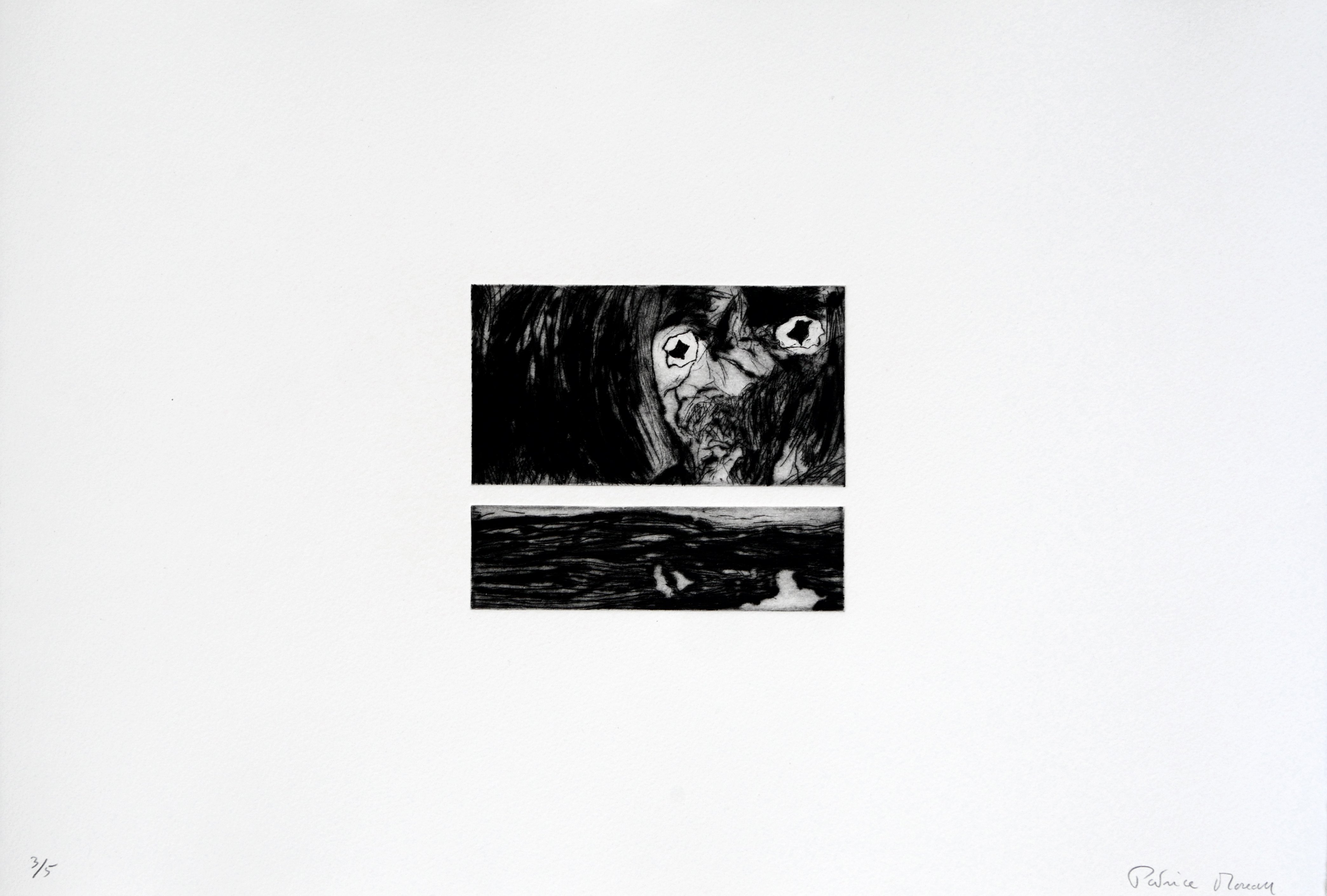
L'âme perdue
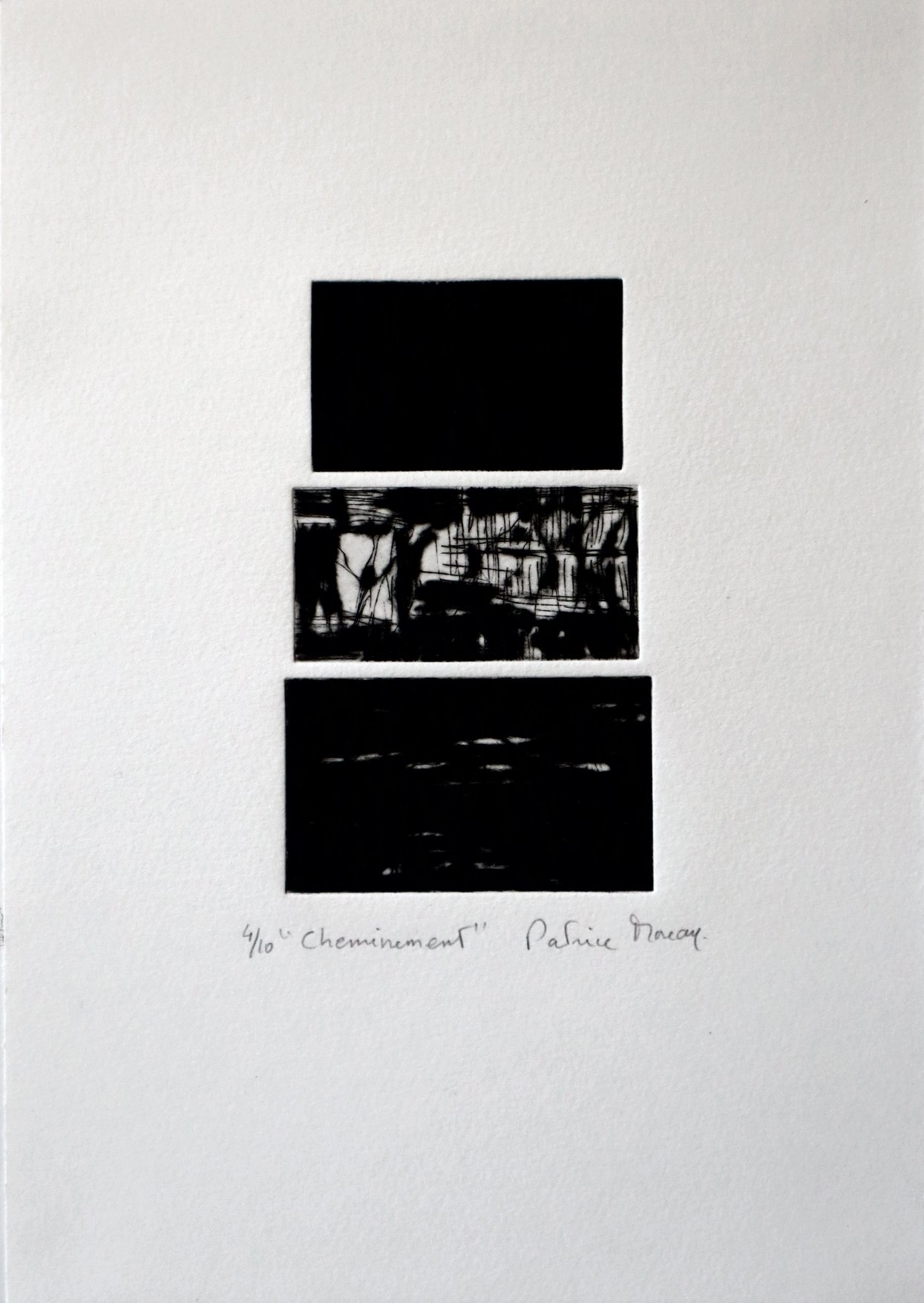
Cheminement
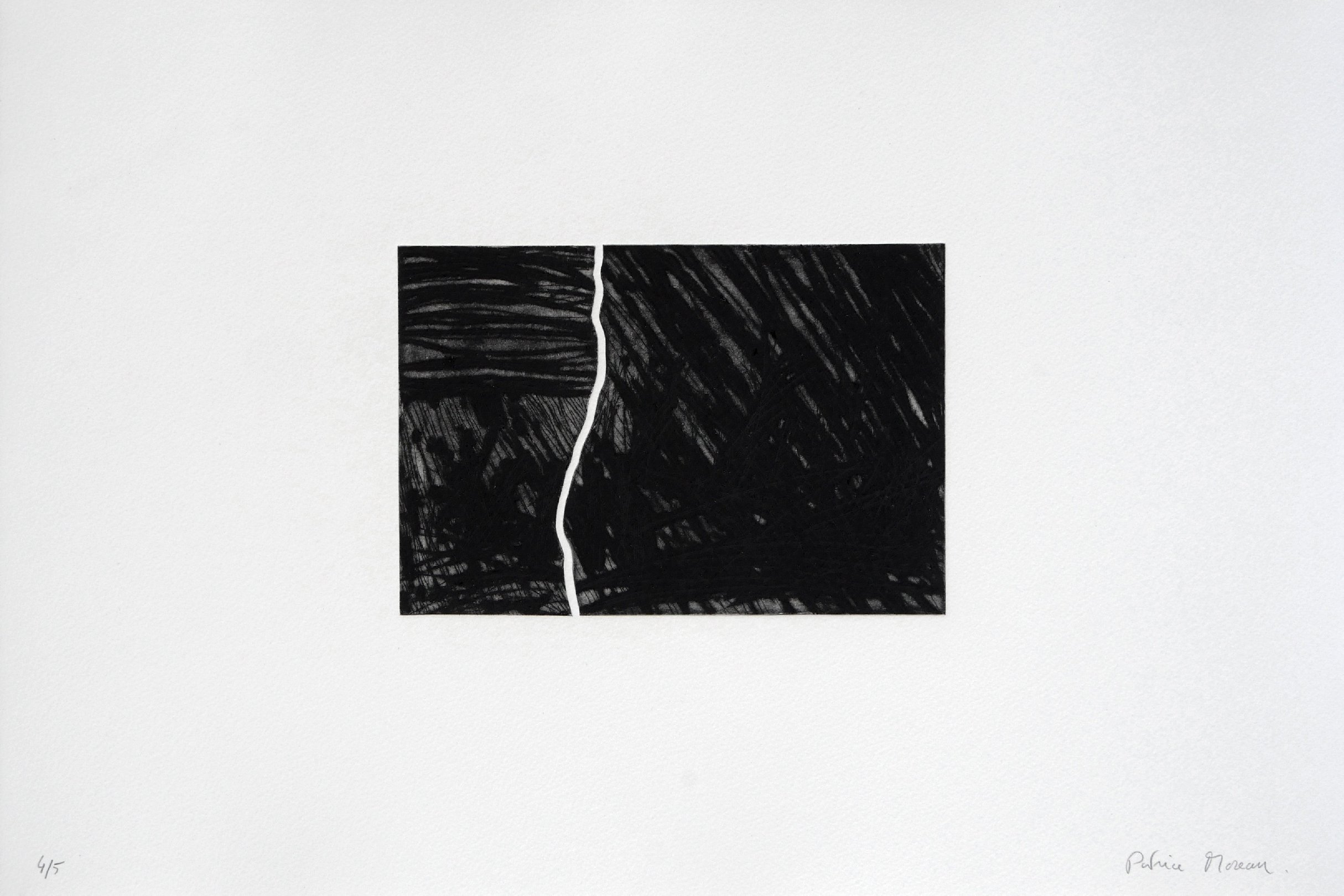
L'orage
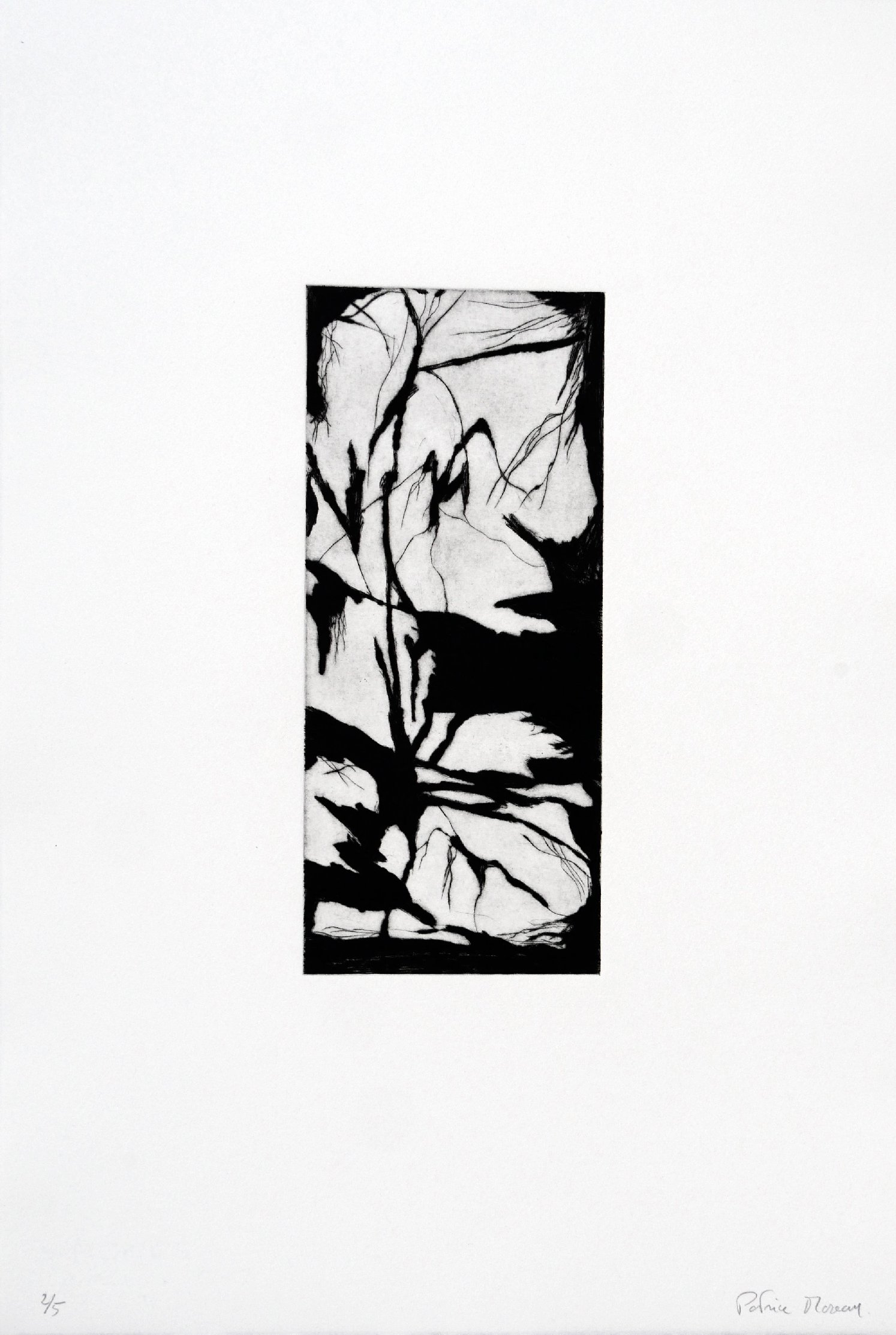
Tout un monde

Patrice Moreau installe son propre atelier à Saumur et expérimente sa propre production d'estampes. L'acide et la résine sont peu à peu abandonnées au profit de la gravure sur bois. L'emploi exclusif de l'encre noire est utilisé dans l'impression de ses gravures. Progressivement les manipulations techniques s'estompent au profit d'une plus grande spontanéité. Le graphisme s'épure, l'esquisse devient plus spontanée, seules demeurent les empreintes des outils sur le papier révélées par la lumière.

### Sculpture

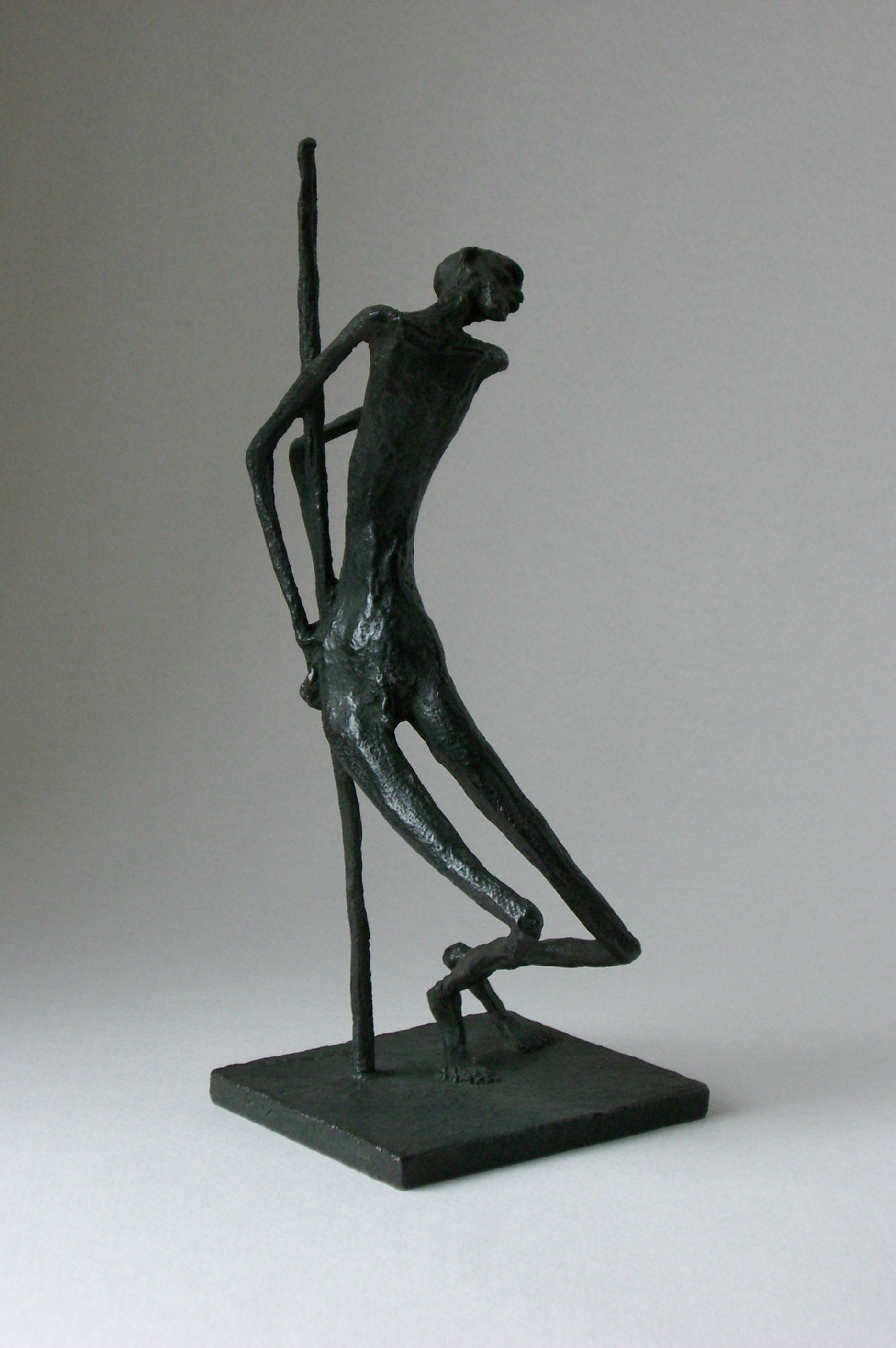
Le condamné.
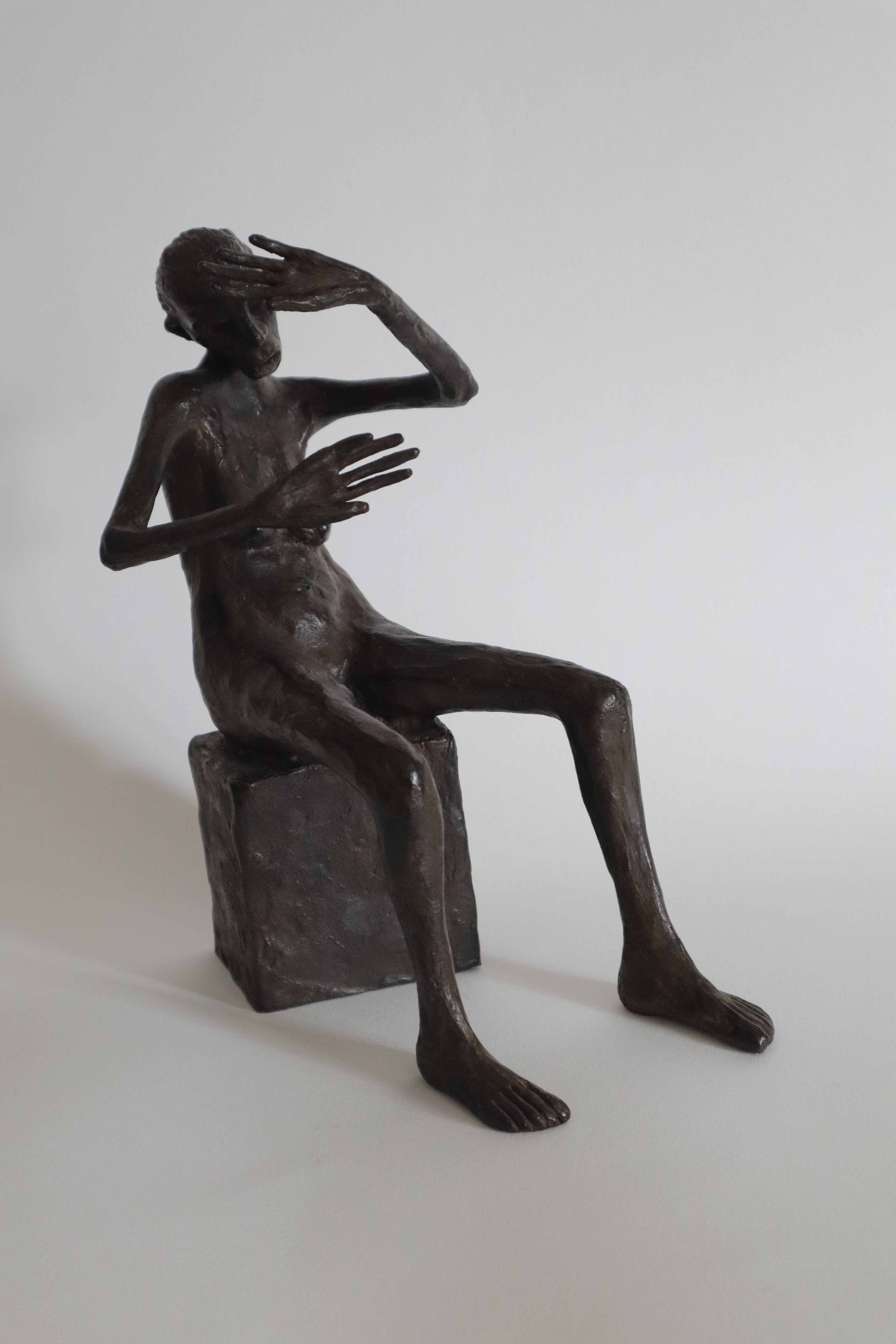
L'aube.
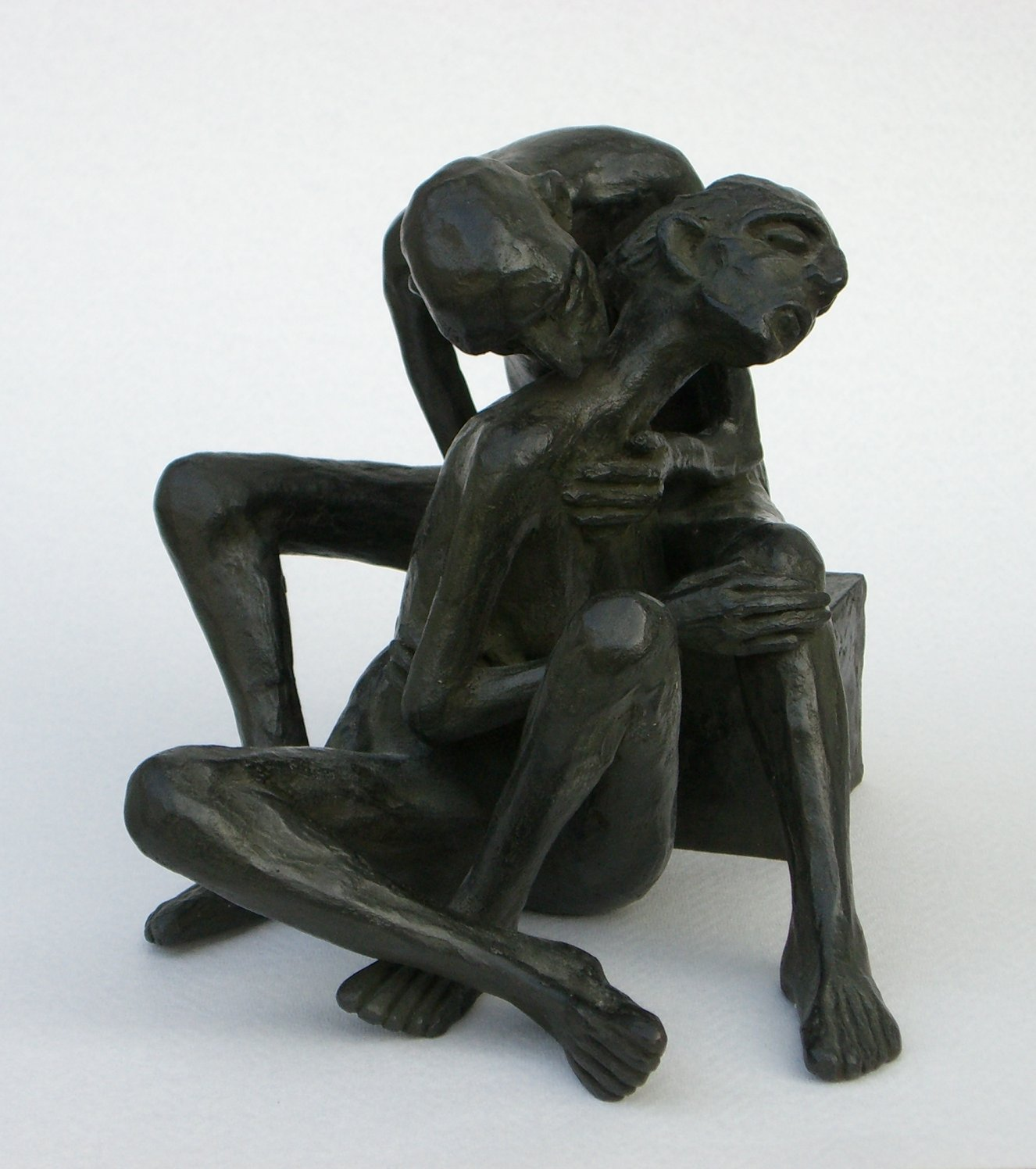
Les amants.
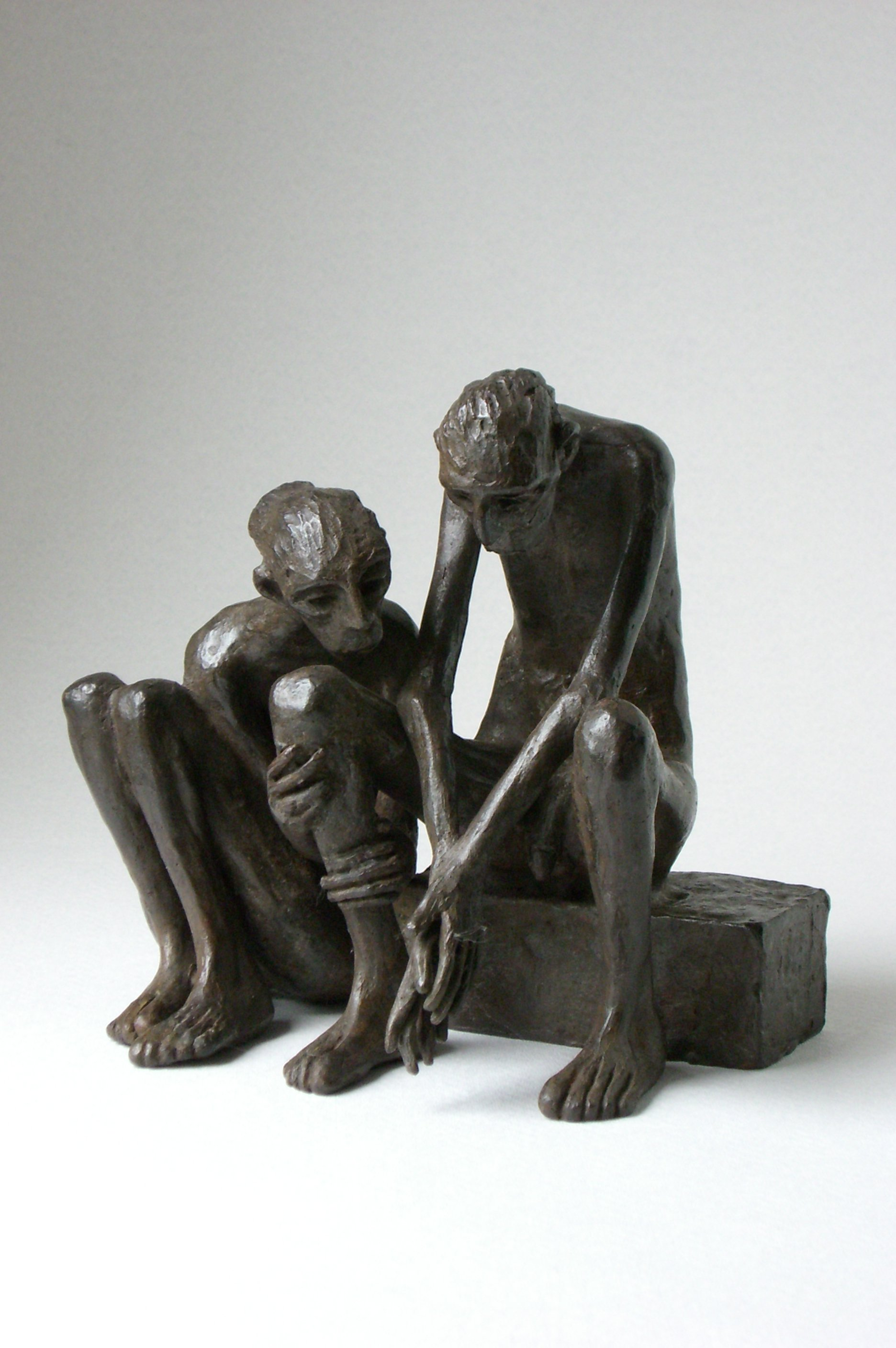
Complicité.
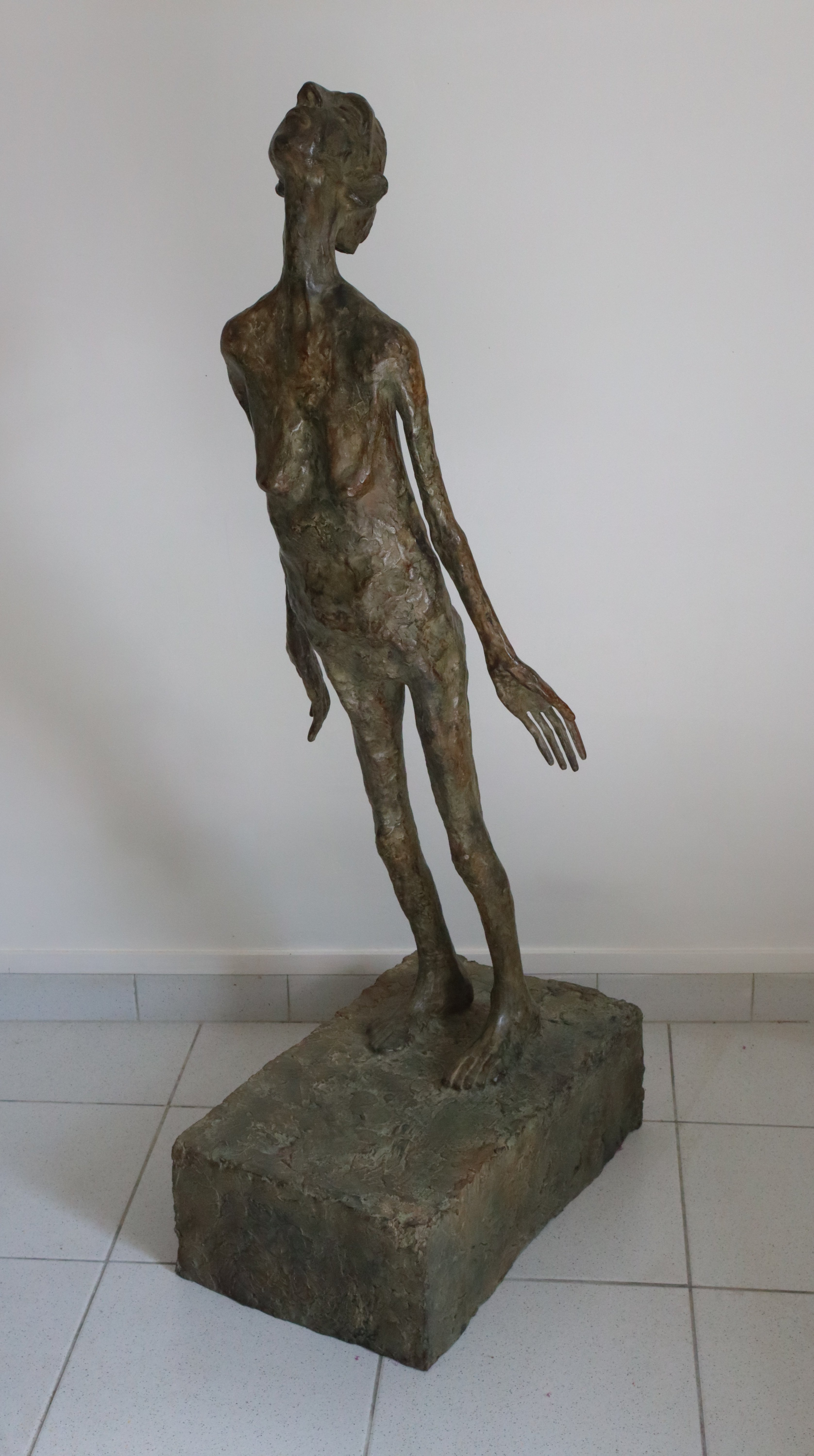
Le baiser céleste.

Ses premières sculptures en bronze ont souvent pour thème la figure humaine[réf. nécessaire]. Sa production est très limitée. 

### Ouvrages
- La Loire, 2018
- Mémoire, 2019
- Ombres blanches, 2020
- Errance, 2021
- Tumulte, 2022
- Intimité, 2023

## Collections publiques
- Centre de la Gravure et de l'Image Imprimée, La Louvière - Belgique[1]
- Bibliothèque municipale, Chalon sur Saône[2]
- Musée des Beaux-Arts, Nancy[3]
- Bibliothèque municipale Toussaint, Angers[4]
- Cabinet des estampes de la Bibliothèque Nationale de France, Paris[5]
- KBR museum, Bruxelles - Belgique[6]
- Kunstmuseum, Reutlingen - Allemagne[7]
- Musée du dessin et de l'estampe originale[8]
- Musée Pierre-Noël, Saint-Dié-des-Vosges[9]
- Médiathèque intercommunale de Saint-Dié-des-Vosges[10]
- Médiathèque Charles-Gautier-Hermeland, Saint-Herblain[11]